# Заозерновский сельсовет
Заозерновский сельсовет — сельское поселение в Абанском районе Красноярского края.
Административный центр — село Заозёрка.

## Население
| 2010 | 2012 | 2013 | 2014 | 2015 | 2016 | 2017 |
| ---- | ---- | ---- | ---- | ---- | ---- | ---- |
| 357  | ↘344 | ↘338 | ↘317 | ↘303 | ↘285 | ↘280 |
| 2018 | 2019 | 2020 | 2021 |      |      |      |
| ↘269 | ↘257 | ↘245 | ↘222 |      |      |      |

## Состав сельского поселения
| № | Населённый пункт | Тип населённого пункта       | Население |
| - | ---------------- | ---------------------------- | --------- |
| 1 | Долженовка       | деревня                      | ↘73       |
| 2 | Заозёрка         | село, административный центр | ↘157      |
| 3 | Стерлитамак      | деревня                      | ↘127      |

## Местное самоуправление
Заозерновский сельский Совет депутатов
Дата избрания: 14.03.2010
Глава муниципального образования
- Зайцев Борис Лукич. Дата избрания: 14.03.2010